# UGT1A4

UDP-glukuronoziltransferaza 1-4 je enzim koji je kod ljudi kodiran genom UGT1A4.
Ovaj gen kodira UDP-glukuronoziltransferazu, enzim glukuronidacionog puta koji transformiše male lipofilne molekule, kao što su steroidi, bilirubin, hormoni i lekovi, u metabolite koji se mogu izlučiti u vodi. Ovaj gen je deo kompleksnog lokusa koji kodira nekoliko UDP-glukuronoziltransferaza. Lokus uključuje trinaest jedinstvenih alternativnih prvih eksona praćenih sa četiri zajednička eksona. Četiri alternativna prva egzona se smatraju pseudogenima. Svaki od preostalih devet 5′ eksona može biti spojen sa četiri zajednička eksona, što rezultira devet proteina sa različitim N-krajevima i identičnim C-krajevima. Svaki prvi ekson kodira mesto vezivanja supstrata i reguliše ga sopstveni promoter. Ovaj enzim ima određenu aktivnost glukuronidaze prema bilirubinu, iako je aktivniji na aminima, steroidima i sapogeninima.
To je glavni enzim odgovoran za glukuronidaciju antikonvulzivnog lamotrigina.

## Literatura
- Tukey RH, Strassburg CP (2000). „Human UDP-glucuronosyltransferases: metabolism, expression, and disease.”. Annu. Rev. Pharmacol. Toxicol. 40: 581—616. PMID 10836148. doi:10.1146/annurev.pharmtox.40.1.581.
- King CD, Rios GR, Green MD, Tephly TR (2001). „UDP-glucuronosyltransferases.”. Curr. Drug Metab. 1 (2): 143—61. PMID 11465080. doi:10.2174/1389200003339171.
- Bosma PJ, Chowdhury JR, Huang TJ,  . (1992). „Mechanisms of inherited deficiencies of multiple UDP-glucuronosyltransferase isoforms in two patients with Crigler-Najjar syndrome, type I.”. FASEB J. 6 (10): 2859—63. PMID 1634050. S2CID 24007614. doi:10.1096/fasebj.6.10.1634050.
- Ritter JK, Crawford JM, Owens IS (1991). „Cloning of two human liver bilirubin UDP-glucuronosyltransferase cDNAs with expression in COS-1 cells.”. J. Biol. Chem. 266 (2): 1043—7. PMID 1898728. doi:10.1016/S0021-9258(17)35280-8 .
- Moghrabi N, Clarke DJ, Boxer M, Burchell B (1994). „Identification of an A-to-G missense mutation in exon 2 of the UGT1 gene complex that causes Crigler-Najjar syndrome type 2.”. Genomics. 18 (1): 171—3. PMID 8276413. doi:10.1006/geno.1993.1451.
- Aono S, Yamada Y, Keino H,  . (1994). „Identification of defect in the genes for bilirubin UDP-glucuronosyl-transferase in a patient with Crigler-Najjar syndrome type II.”. Biochem. Biophys. Res. Commun. 197 (3): 1239—44. PMID 8280139. doi:10.1006/bbrc.1993.2610.
- van Es HH, Bout A, Liu J,  . (1993). „Assignment of the human UDP glucuronosyltransferase gene (UGT1A1) to chromosome region 2q37.”. Cytogenet. Cell Genet. 63 (2): 114—6. PMID 8467709. doi:10.1159/000133513.
- Strassburg CP, Oldhafer K, Manns MP, Tukey RH (1997). „Differential expression of the UGT1A locus in human liver, biliary, and gastric tissue: identification of UGT1A7 and UGT1A10 transcripts in extrahepatic tissue.”. Mol. Pharmacol. 52 (2): 212—20. PMID 9271343. S2CID 37098463. doi:10.1124/mol.52.2.212.
- Strassburg CP, Manns MP, Tukey RH (1998). „Expression of the UDP-glucuronosyltransferase 1A locus in human colon. Identification and characterization of the novel extrahepatic UGT1A8.”. J. Biol. Chem. 273 (15): 8719—26. PMID 9535849. doi:10.1074/jbc.273.15.8719 .
- Hiller A, Nguyen N, Strassburg CP,  . (1999). „Retigabine N-glucuronidation and its potential role in enterohepatic circulation.”. Drug Metab. Dispos. 27 (5): 605—12. PMID 10220490.
- Gong QH, Cho JW, Huang T,  . (2001). „Thirteen UDPglucuronosyltransferase genes are encoded at the human UGT1 gene complex locus.”. Pharmacogenetics. 11 (4): 357—68. PMID 11434514. doi:10.1097/00008571-200106000-00011.
- Nakajima M, Tanaka E, Kwon JT, Yokoi T (2003). „Characterization of nicotine and cotinine N-glucuronidations in human liver microsomes.”. Drug Metab. Dispos. 30 (12): 1484—90. PMID 12433823. S2CID 32446541. doi:10.1124/dmd.30.12.1484.
- Strausberg RL, Feingold EA, Grouse LH,  . (2003). „Generation and initial analysis of more than 15,000 full-length human and mouse cDNA sequences.”. Proc. Natl. Acad. Sci. U.S.A. 99 (26): 16899—903. Bibcode:2002PNAS...9916899M. PMC 139241 . PMID 12477932. doi:10.1073/pnas.242603899 .
- Zhang JY, Zhan J, Cook CS,  . (2003). „Involvement of human UGT2B7 and 2B15 in rofecoxib metabolism.”. Drug Metab. Dispos. 31 (5): 652—8. PMID 12695355. S2CID 23434477. doi:10.1124/dmd.31.5.652.
- Kuehl GE, Murphy SE (2004). „N-glucuronidation of nicotine and cotinine by human liver microsomes and heterologously expressed UDP-glucuronosyltransferases.”. Drug Metab. Dispos. 31 (11): 1361—8. PMID 14570768. S2CID 11360859. doi:10.1124/dmd.31.11.1361.